# Henry Sidney
Henry Sidney (1529 - 5 de mayo de 1586), Lord Diputado de Irlanda, era el hijo mayor de Sir William Sidney de Penshurst, un influyente político y cortesano durante los reinados de Enrique VIII de Inglaterra y Eduardo VI, que le concedieron extensas posesiones, incluyendo la mansión de Penshurst en Kent, que se convertiría en la principal residencia de la familia. 
Henry Sidney creció en la corte, junto al futuro rey Eduardo VI y siempre contó con el favor de la corona, especialmente tras el ascenso al trono de la reina Isabel.

## Matrimonio y descendencia
Sidney se casó con Mary Dudley, la hija mayor de John Dudley, Duque de Northumberland en 1551, con la que tuvo tres hijos y cuatro hijas, entre los que se cuentan Sir Philip Sidney, y Robert Sidney, I conde de Leicester.
Su hija Mary Sidney contrajo matrimonio con Henry Herbert, II conde de Pembroke, y fue una de las mujeres más aclamadas de su época gracias a sus escritos literarios.

## Carrera

### Primer viaje a Irlanda
En 1556 visitó Irlanda por primera vez, acompañado por el Lord Diputado Thomas Radclyffe, III conde de Sussex, que se había casado el año anterior con su hermana Frances. Allí desempeñó tareas de gobierno, participando en las acciones militares de su cuñado para tratar de lograr la sumisión de los nobles gaélicos. Durante la expedición de Sussex al Úlster en 1557, Henry devastó la isla de Rathlin territorio del clan escocés de MacDonnell y, al año siguiente, en que Sussex fue llamado a Inglaterra, Sidney asumió el gobierno de la isla, desempeñando el cargo con éxito. Una segunda ausencia del Lord Diputado, con motivo de la coronación de Isabel I coincidió con el estallido de la revuelta de Shane O'Neill; Sidney actuó con prudencia y habilidad, consiguiendo controlar la situación hasta el regreso de Sussex en agosto de 1559. En estas fechas, Sidney dimitió de su cargo de vicetesorero de Irlanda, al ser nombrado presidente del consejo de las Marcas en Gales, y se trasladó a Ludlow Castle, donde viviría durante los siguientes años.

### Lord Diputado de Irlanda

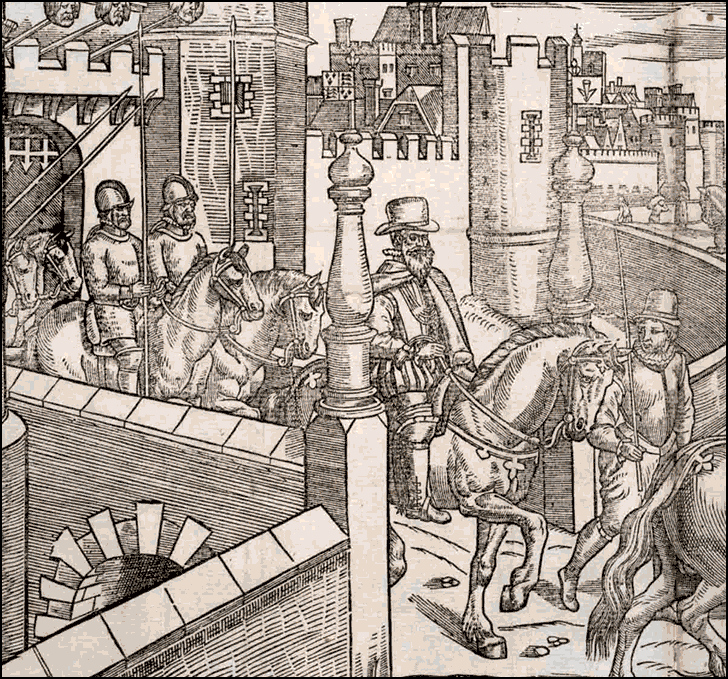
Sir Henry Sidney parte del castillo de Dublín. Detalle de un plato en The Image of Irelande, por John Derrick (Londres, 1581).

En 1565, Sidney fue nombrado Lord Diputado de Irlanda en sustitución de Sir Nicholas Arnold, que había sucedido al conde de Essex el año anterior. Al llegar a Irlanda, encontró el país en una condición mucho más miserable y turbulenta que durante su estancia anterior, debido sobre todo a las acciones de Shane O'Neill, que continuaba azotando toda la isla desde sus posesiones del Úlster. Tras muchos esfuerzos, consiguió que la reina aprobara severas sanciones contra O'Neill; y, aunque el jefe irlandés fue capaz de escapar de la persecución inglesa, Sidney consiguió reinstaurar a su principal rival Calvagh O'Donnell al frente del clan O'Donnell y estableció una guarnición inglesa en Derry, con lo que consiguió pacificar parcialmente la zona.
En 1567, Shane fue asesinado por los MacDonnell del condado de Antrim, lo que permitió a Sidney ocuparse del sur de la isla, donde puso fin a la guerra entre Gerald FitzGerald, XV conde de Desmond y Thomas Butler, X conde de Ormond. Después regresó al Úlster, obligando a Turlough Luineach O'Neill, sucesor de Shane como jefe del clan, a presentarle su sumisión, dejando guarniciones estacionadas en Belfast y Carrickfergus, para así controlar Tyrone y los Glynns de Antrim.

### Rebeliones de Desmond
En otoño de 1567, Sidney regresó a Inglaterra, donde permanecería durante los siguientes diez meses. A su regreso insistió en la necesidad de aprobar medidas que favorecieran el desarrollo económico de Irlanda, mejoraran las comunicaciones con la construcción de carreteras y puentes, reemplazaran el sistema de clanes en el Úlster por una estructura de la tierra basada en la propiedad privada, y, en general, que acabaran con el continuo desorden que imperaba en gran parte de Irlanda. Así, en 1569 presidió la apertura del Parlamento de Irlanda, el primero convocado en diez años.
Para lograr estos objetivos, Sidney propuso el nombramiento de un gobernador militar ("Lord Presidente") en las provincias de Munster y Connacht. Esto desencadenó la primera de las Rebeliones de Desmond, que estaría encabezada por James Fitzmaurice Fitzgerald, miembro de los FitzGerald de Desmond (Geraldines), una de las más poderosas familias de ingleses viejos en Irlanda. La rebelión sería reprimida con gran severidad y para 1573 el problema había sido atajado. Sidney trató también con dureza a los Butler (otra familia de ingleses viejos) de Ormonde y Kilkenny, que habían reaccionado con violencia ante las reclamaciones de Sir Peter Carew, un noble inglés de Devon respaldado por Dublín sobre sus tierras ancestrales. Numerosos partidarios de Edmund Butler fueron ahorcados en Kilkenny y tres hermanos del conde de Ormonde desposeídos de todos sus derechos por un acta del parlamento irlandés en 1570
Sidney abandonó Irlanda en 1571, sintiéndose poco valorado por la reina por su actuación en el gobierno de la isla, pero regresó en septiembre de 1575, con más atribuciones y poderes aumentados, para descubrir que la situación había empeorado durante su ausencia, especialmente en Antrim, donde los MacDonnell de Sorley Boy MacDonnell habían sembrado el caos y la confusión. Tras lograr apaciguar esta zona, Sidney partió hacia el sur, donde también consiguió establecer su autoridad, y procedió a implantar un sistema administrativo basado en el modelo inglés de los condados.
En una etapa anterior, ya había intentado reunir los distritos de Ardes y Clandeboy para formar el condado de Carrickfergus, y había convertido el país de O'Farrell en el condado de Longford. En Connacht aplicó una política similar, creando el condado de Clare a partir del ancestral territorio de Thomond, y delimitando los condados de Galway, Sligo, Mayo y Roscommon.
Abortó una rebelión encabezada por el conde de Clanricarde y sus hijos en 1576 y persiguió a Rory O'More hasta darle muerte en 1578. Sin embargo, el impuesto anual decretado por Sidney para la formación de una milicia gubernamental única, había creado descontento entre los habitantes de la Empalizada, que presentaron sus quejas a la reina Isabel. Para disgusto de Sidney, la reina censuró esta decisión y lo convocó a Inglaterra en septiembre de 1578, donde le dispensó un frío recibimiento.

## Últimos años
Como miembro del Consejo Privado, Sidney usó su influencia durante la sangrienta represión de la Segunda Rebelión de Desmond, que dio lugar a una gran pérdida de vidas humanas en Munster entre 1579 y 1583[cita requerida], y, en última instancia, a la plantación de Munster, que llevó a Irlanda un importante número de colonos ingleses.
Permaneció durante el resto de su vida en el castillo de Ludlow, desde donde ejerció su cargo de presidente de las Marcas Galesas.
| Predecesor: Thomas Radclyffe, III conde de Sussex    | Lord Diputado de Irlanda 1565 - 1571 | Sucesor: Lords Justicias                     |
| Predecesor: William FitzWilliam                      | Lord Diputado de Irlanda 1575-1578   | Sucesor: Lords Justicias                     |
| Predecesor: John Williams, I Baron Williams de Thame | Lord Presidente de Gales 1560 - 1586 | Sucesor: Henry Herbert, II conde de Pembroke |